# Thermomètre à cristaux liquides

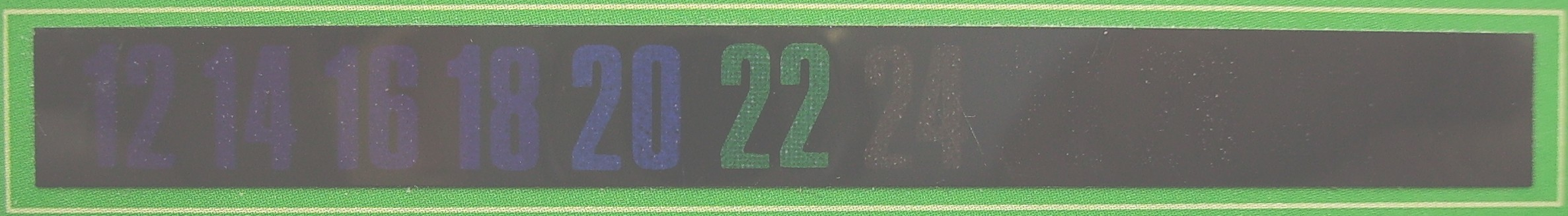
Thermomètre à cristaux liquides classique, ultramince

Un thermomètre à cristaux liquides est un thermomètre dont la partie sensible est constituée de cristaux liquides thermochromiques. Il se présente généralement sous forme de bandelette avec une face adhésive, protégé par du plastique souple. On le rencontre dans le secteur médical (thermomètre frontal), pour les aquariums, pour les réfrigérateurs et en laboratoire de chimie. Ses avantages sont sa compacité, sa légèreté, sa praticité et son faible coût.

## Note
1. ↑  Depuis les années 2000, la zone froide des réfrigérateurs doit comporter un indicateur de température (attention, certains ne sont pas fiables), souvent sous la forme d'une pastille à cristaux liquides qui devient verte lorsque la température est suffisante (à 4 °C).